# ティティ・カマラ
ティティ・カマラ (Titi Camara) こと、アブバカル・シディキ・カマラ（Aboubacar Sidiki Camara, 1972年11月17日 - ）は、ギニア・コナクリ出身の元同国代表サッカー選手。チチ・カマラとも表記される。
ギニア代表では、キャプテンや監督を務め、現在ギニアのスポーツ大臣の職に就いている。

## 経歴

### 初期
リヴァプールFCへ移籍する前に、カマラはリーグ・アンのASサンテティエンヌ、RCランス、オリンピック・マルセイユでプレーした（マルセイユでは、1999年にUEFAカップ決勝でプレー）。

### リヴァプール
1999年10月、父親の死の翌朝にアンフィールドで行われたウェストハム・ユナイテッドFC戦で決勝ゴールを決めると、アンフィールドのスタンド前で涙を流し、それが膝に跳ねる光景は観客に最も記憶されることとなり、カマラは、アンフィールドの観客の人気者としてカルト・ヒーローとなった。また、1999年晩秋にプレミアリーグで3試合連続でゴールを決めた。2月13日に、ハイベリーでアーセナルFC相手にゴールを決め1-0で勝利へと導いた。カマラは、リヴァプールで短い期間しか過ごしていないにもかかわらず、2006年に公式ウェブサイト上で行われた世論調査で「コップ（リヴァプールFCサポーター）に衝撃を与えた100選手」という投票で91位にランクインした。カマラのこの順位は、アフリカ人選手として最高位のブルース・グロベラーに次ぐ順位だった。

### ウェストハム
2000年12月21日に、移籍金150万ポンドで他の要因に応じ260万ポンドまで上昇する契約で、ハリー・レドナップ率いるウェストハム・ユナイテッドFCへ加入した。カマラは会見で、"私はウェストハムでプレープレープレー、そしてゴールゴールゴールするために来た。給料だけを考えたらリヴァプールに留まっていただろう。しかし、私は試合に出たい。プレー出来ないなら、それは私にとって完全に無意味だ"と語った。同月23日のレスター・シティFCに敗れた試合で移籍後デビューをした、以降全大会で14試合に出場したが、カマラは全くゴールを決めることが出来なかった。

### アル・イテハド
カマラは、2003年1月にアル・イテハドへレンタル移籍し、2002-03シーズン残りを過ごすこととなった。

### アル・サイリヤ
2003年にウェストハムがプレミアリーグが降格したことにより、双方の合意で契約を終了し、アル・サイリヤSCへ去っていった。

### 代表
ティティ・カマラは、1990年初頭から2000年初頭までギニア代表の重鎮だった。また、代表チームがアフリカサッカー界で再び地位を取り戻すために重要な主人公とみなされ、アフリカネイションズカップ2004でプレーした。

### 監督
2005年12月に、ギニア代表監督が空いたため就任の噂があった。2009年5月13日にギニア共和国大統領のムサ・ダディス・カマラは、カマラが代表監督の座に就くことに興味を持っていることを公に発表した。同月の終わりにナショナル・テクニカル・ディレクター (NTC) に任命され、さらに、ロベール・ヌザレの後任に代表監督に就任した。これにより、NTCと代表監督両方を兼務することとなった。9月15日、カマラは代表監督に就いて3ヶ月後に成績不振が続いたためママディ・スアレと交代させられた。また、ギニアサッカー連盟 (FGF) のメンバーと協力・理解の欠如があり、代表チームに重要な"誠心誠意"の関係が築けなかった。

### 契約違反
2003年9月に契約違反があったとしてウェストハム・ユナイテッドFCを提訴した。2006年、高等裁判所はこの訴えを退けた。

### スポーツ大臣
新たにギニア共和国大統領になったアルファ・コンデによって創設されたスポーツ大臣の職に2010年12月に就任した。元スポーツ選手としては同国初の官職となった。